# Dan Mintz

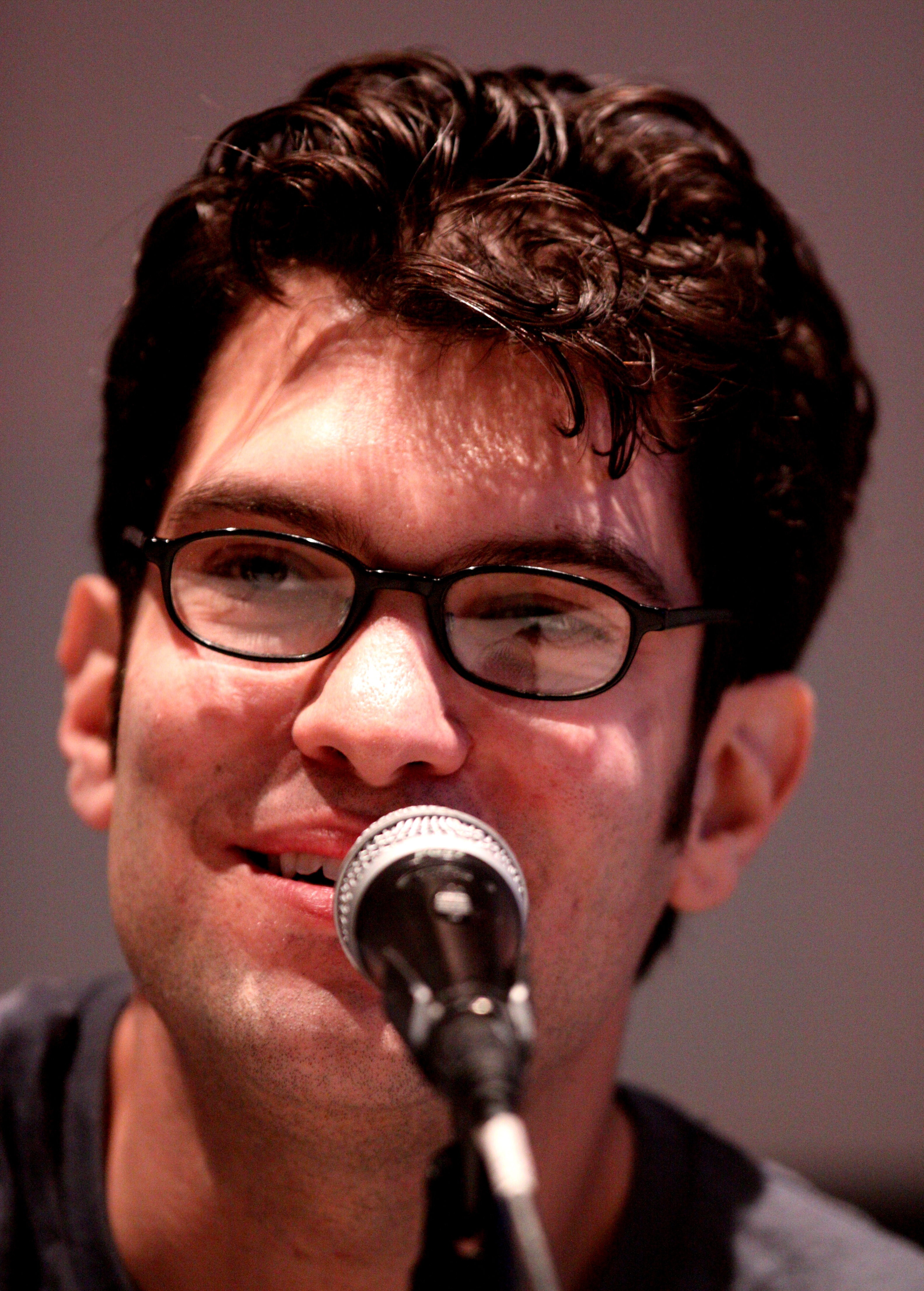
Mintz în 2010

Daniel "Dan" Mintz (n. 1981) este un comedian, scenarist, și producător american. Este cunoscut în special pentru rolul său în Bob's Burgers.